# Sweet Smell of Success
Sweet Smell of Success (bra: A Embriaguez do Sucesso; prt: Mentira Maldita) é um filme norte-americano de 1957, do gênero drama, dirigido por Alexander Mackendrick e musicado por Elmer Bernstein.

## Sinopse
Em Nova Iorque, o famoso e temido colunista JJ Hunsecker tenta impedir o relacionamento da irmã Susan com o músico Steve. Para isso, usa o ambicioso assessor de imprensa Sidney Falco para executar seus planos.

## Elenco
- Burt Lancaster ..... JJ Hunsecker
- Tony Curtis..... Sidney Falco
- Susan Harrison.....Susan Hunsecker, irmã de JJ
- Martin Milner .... Steve Dallas
- Sam Levene...... Frank D’Angelo, agente de Steve
- Joe Frisco...... Herbie Temple
- Barbara Nichols .... Rita
- Jeff Donnell .... Sally, secretária de Falco
- Emile Meyer .... Tenente Harry Kello
- David White .... Otis Ewell
- Lawrence Dobkin .... Leo Bartha